# Head Creeps
Head Creeps é uma canção da banda grunge de Seattle Alice in Chains. É a quinta faixa do último álbum de estúdio da banda, Alice in Chains. É uma das três canções escritas inteiramente pelo vocalista Layne Staley. (As outras sendo "Angry Chair" e "Hate to Feel")
A canção foi usada como música de fundo nos vídeos tributos para Layne nos concertos do Alice in Chains em 2006. As letras "Someway my head creeps" são constantemente utilizadas na comunidade de internet como assinaturas de fóruns do falecido vocalista.
Apesar de nunca confirmada, havia a suspeita de que um videoclipe para a canção teria sido possivelmente feito para esta canção; entretanto, a saúde declinante de Staley em 1996 preveniu tais medidas de se concretizarem.
Jerry Cantrell, sobre a canção, comentou que "me assustou pra caramba o quão negra ela saiu. Honestamente, é uma daquelas canções que simplesmente fazem você tremer quando você a escuta."